# Psychotria njumei
Psychotria njumei är en måreväxtart som beskrevs av Martin Roy Cheek. Psychotria njumei ingår i släktet Psychotria och familjen måreväxter. Inga underarter finns listade i Catalogue of Life.